# William Sinclair
William Sinclair I conte di Caithness (1410 – 1484) di nazionalità scozzese fu III Conte delle Orcadi nel periodo del dominio norvegese, V barone di Roslin.
Egli viene a volte identificato con un'altra ortografia del suo cognome, St. Clair. Era il nipote di Henry Sinclair, I Conte delle Orcadi, e il figlio di Henry II Sinclair, conte delle Orcadi.
Fece erigere la Cappella di Rosslyn.

## Famiglia
Si sposò tre volte, la prima con Lady Elizabeth Douglas, figlia di Archibald Douglas, IV conte di Douglas; la seconda con Marjory Sutherland, figlia di Alexander Sutherland del castello di Dunbeath (Caithness), e l'ultima con Janet Yeman.